# Токийский залив
Токийский залив (яп. 東京湾 то:кё:-ван) — бухта на тихоокеанском побережье Японии. У Токийского залива расположена крупнейшая в мире агломерация Большой Токио, в которой живут 38 миллионов человек. Залив простирается с севера на юг на 60 км, а с запада на восток на 40 км. В нём находится также один из крупнейших портов Азии, а именно порт Йокогамы. На востоке залив отделён от открытого океана полуостровом Босо. С одного берега залива на другой можно попасть через Tōkyō-wan-Aqua-Line, уникальную комбинацию из моста и тоннеля.

## География

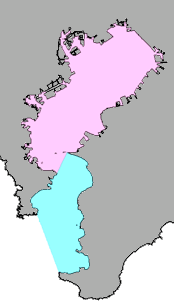
Токийский залив в широком (голубой + розовый) и узком смысле (розовый).

В широком смысле Токийский залив — это водное пространство севернее линии, связывающей мыс Цуруги («Мыс меча») полуострова Миура и мыс Су («Островной мыс») полуострова Босо, включая в себя пролив Урага. Площадь этого пространства составляет 1320 км².
В узком смысле — Токийский залив — это водное пространство севернее линии, связывающей мыс Каннон («Мыс бодхисаттвы Каннон») полуострова Миура и мыс Фуццу («Мыс богатого порта») полуострова Босо. Площадь этого пространства составляет 922 км².
В залив впадают реки Тама, Цуруми, Эдо и Ара. Поскольку берега пролива Урага узкие, процент морской воды из океана, который смешивается с речными водами в северной части залива, невысок. Это часто приводит к цветению вод. В противоположность этому, южная часть залива находится под влиянием тёплого течения Куросио и имеет солёную хорошую воду, которая служит местом обитания южных рыб и кораллов.
Во второй половине XIX—XX вв. в Токийском заливе было возведено много искусственных островов, преимущественно под морские крепости. Единственным естественным островом остаётся остров Сару («Обезьяний остров»), принадлежащий городу Йокосука префектуры Канагава.

## Инфраструктура

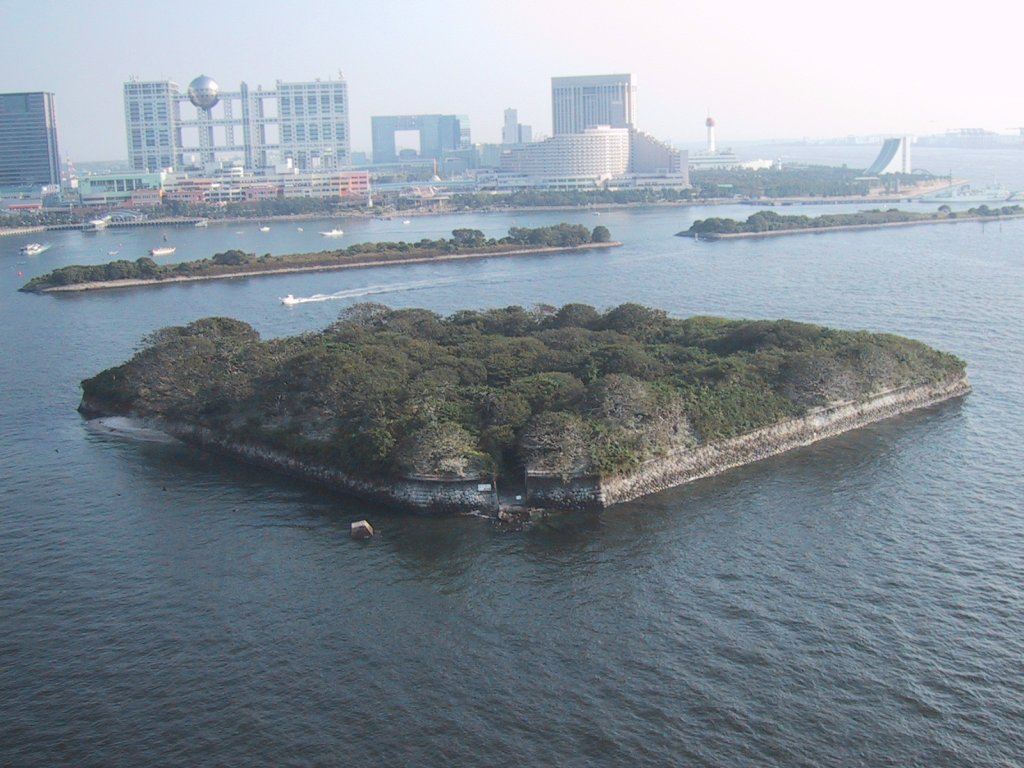
Панорама северной части Токийского залива: вид на Токио и остров Одайба

В Токийском заливе находится много портов. Наибольшими являются порты Йокогамы, Токио, Тибы, Кавасаки, Йокосуки и Кисарадзу. В порту Йокосука находится морская военная база Вооружённых Сил США в Японии и Морских Сил Самообороны Японии.
Залив имеет выход в префектуру Канагава, Токио и Тиба. На побережьях этих префектур расположены заводы и предприятия промышленного района Токио-Иокогама, важного экономического центра Японии ещё с XIX века.
Издавна песчаные и мелководные берега и ватт Токийского залива рекультивировались местными жителями. С XXI века площадь рекультивированных земель составляет 249 км². На отвоёванных у моря участках находятся Токийский Международный аэропорт Ханеда и Токийский диснейленд, треть площади города Ураясу и весь район Михама города Тиба. Традиционно рекультивированные зоны использовались под промышленные предприятия, однако после 1990-х годов они служат спальными районами, центрами торговли и так далее.
Токийский залив является важным транспортно-торговым узлом. Через города Кавасаки и Кисадзару проходят городов и подводный тоннель Aqua-Line Токийского залива. Паромы соединяют оба берега пролива Урага.

## История

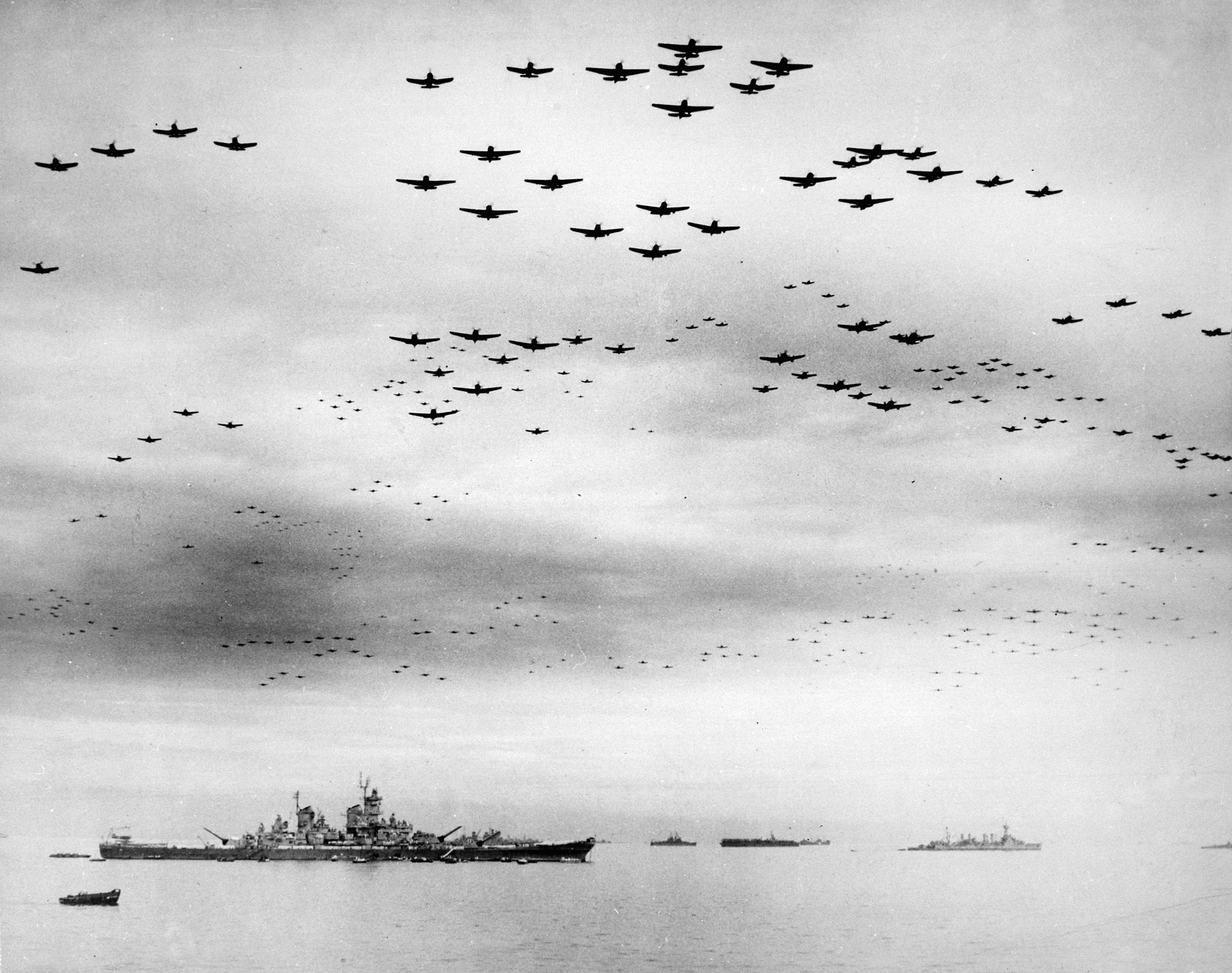
Американские самолёты над линкором Миссури и Токийской бухтой, 2 сентября 1945

В 5—4 тысячелетиях до н. э. в связи с таянием последнего ледника воды Токийского залива занимали площадь в полтора раза больше современной, глубоко вклиниваясь в русла рек равнины Канто. С постепенным похолоданием залив приобрёл сегодняшние очертания. До XIX века береговая линия была удалена от современной на 10—20 км вглубь острова Хонсю.
Токийский залив упоминается в хрониках XI века как стратегически важная местность, один из морских районов Восточной Японии. В XIV—XVI веках здесь активно действовали японские пираты. В XVI веке залив был местом постоянных боёв самурайских флотилий родов Сатоми и Ходзё.
В XVI—XIX веках Токийский залив назывался морем Эдо, заливом Эдо или Внутренним заливом, так как находился перед замком Эдо, главной крепостью сёгуната Токугава.
В 1850-х годах Токийский залив стал местом переговоров японского правительства с иностранными делегациями, которые привели к сворачиванию режима «изоляции» Японии от Запада.
2 сентября 1945 года на борту судна США «Миссури», стоявшего в заливе, был подписан Акт о капитуляции Японии, закончивший Вторую мировую войну.